# Kevin Dean
Kevin Charles Dean, född 1 april 1969, är en amerikansk före detta professionell ishockeyback som tillbringade sju säsonger i den nordamerikanska ishockeyligan National Hockey League (NHL), där han spelade för ishockeyorganisationerna New Jersey Devils, Atlanta Thrashers, Dallas Stars och Chicago Blackhawks. Han producerade 55 poäng (sju mål och 48 assists) samt drog på sig 138 utvisningsminuter på 331 grundspelsmatcher. Dean spelade även för Utica Devils, Albany River Rats och Milwaukee Admirals i American Hockey League (AHL), Cincinnati Cyclones i East Coast Hockey League (ECHL) och International Hockey League (IHL) och New Hampshire Wildcats i National Collegiate Athletic Association (NCAA).
Han draftades av New Jersey Devils i femte rundan i 1987 års draft som 86:e spelare totalt, som han vann Stanley Cup med för säsongen 1994–1995.
Efter den aktiva spelarkarriären har Dean fortsatt att vara verksam inom ishockeyn och arbetat för Lowell Devils (assisterande), Trenton Devils (tränare), Providence Bruins (assisterande och tränare). Sedan 2017 är han assisterande tränare för Boston Bruins i NHL.

## Statistik
| 1985–1986   | Culver Eagles          |             | 35  | 28 | 44  | 72  | 48  | —  | — | — | — | —  |
| 1986–1987   | Culver Eagles          |             | 25  | 19 | 25  | 44  | 30  | —  | — | — | — | —  |
| 1987–1988   | New Hampshire Wildcats | NCAA        | 27  | 1  | 6   | 7   | 34  | —  | — | — | — | —  |
| 1988–1989   | New Hampshire Wildcats | NCAA        | 34  | 1  | 12  | 13  | 28  | —  | — | — | — | —  |
| 1989–1990   | New Hampshire Wildcats | NCAA        | 39  | 2  | 6   | 8   | 42  | —  | — | — | — | —  |
| 1990–1991   | New Hampshire Wildcats | NCAA        | 31  | 10 | 12  | 22  | 22  | —  | — | — | — | —  |
|             | Utica Devils           | AHL         | 7   | 0  | 1   | 1   | 2   | —  | — | — | — | —  |
| 1991–1992   | Utica Devils           | AHL         | 23  | 0  | 3   | 3   | 6   | —  | — | — | — | —  |
|             | Cincinnati Cyclones    | ECHL        | 30  | 3  | 22  | 25  | 43  | 9  | 1 | 6 | 7 | 8  |
| 1992–1993   | Utica Devils           | AHL         | 57  | 2  | 16  | 18  | 76  | 5  | 1 | 0 | 1 | 8  |
|             | Cincinnati Cyclones    | IHL         | 13  | 2  | 1   | 3   | 15  | —  | — | — | — | —  |
| 1993–1994   | Albany River Rats      | AHL         | 70  | 9  | 33  | 42  | 92  | 5  | 0 | 2 | 2 | 7  |
| 1994–1995   | New Jersey Devils      | NHL         | 17  | 0  | 1   | 1   | 4   | 3  | 0 | 2 | 2 | 0  |
|             | Albany River Rats      | AHL         | 68  | 5  | 37  | 42  | 66  | 8  | 0 | 4 | 4 | 4  |
| 1995–1996   | New Jersey Devils      | NHL         | 41  | 0  | 6   | 6   | 28  | —  | — | — | — | —  |
|             | Albany River Rats      | AHL         | 1   | 1  | 0   | 1   | 2   | —  | — | — | — | —  |
| 1996–1997   | New Jersey Devils      | NHL         | 28  | 2  | 4   | 6   | 6   | 1  | 1 | 0 | 1 | 0  |
|             | Albany River Rats      | AHL         | 2   | 0  | 1   | 1   | 4   | —  | — | — | — | —  |
| 1997–1998   | New Jersey Devils      | NHL         | 50  | 1  | 8   | 0   | 12  | 5  | 1 | 0 | 1 | 2  |
|             | Albany River Rats      | AHL         | 2   | 0  | 1   | 1   | 2   | —  | — | — | — | —  |
| 1998–1999   | New Jersey Devils      | NHL         | 62  | 1  | 10  | 11  | 22  | 7  | 0 | 0 | 0 | 0  |
| 1999–2000   | Atlanta Thrashers      | NHL         | 23  | 1  | 0   | 1   | 14  | —  | — | — | — | —  |
|             | Dallas Stars           | NHL         | 14  | 0  | 0   | 0   | 10  | —  | — | — | — | —  |
|             | Chicago Blackhawks     | NHL         | 27  | 2  | 8   | 10  | 12  | —  | — | — | — | —  |
| 2000–2001   | Chicago Blackhawks     | NHL         | 69  | 0  | 11  | 11  | 30  | —  | — | — | — | —  |
| 2001–2002   | Milwaukee Admirals     | AHL         | 76  | 5  | 14  | 19  | 33  | —  | — | — | — | —  |
| NHL totalt  | NHL totalt             | NHL totalt  | 331 | 7  | 48  | 55  | 138 | 16 | 2 | 2 | 4 | 2  |
| AHL totalt  | AHL totalt             | AHL totalt  | 306 | 22 | 106 | 128 | 283 | 18 | 1 | 6 | 7 | 19 |
| NCAA totalt | NCAA totalt            | NCAA totalt | 131 | 14 | 36  | 50  | 126 | —  | — | — | — | —  |

### Internationellt
| Källa:        | Källa:        | Källa:        |         | Utv = Utvisningsminuter | Utv = Utvisningsminuter | Utv = Utvisningsminuter | Utv = Utvisningsminuter | Utv = Utvisningsminuter |
| År            | Lag           | Mästerskap    | Matcher | Mål                     | Assists                 | Poäng                   | Utv                     |                         |
| ------------- | ------------- | ------------- | ------- | ----------------------- | ----------------------- | ----------------------- | ----------------------- | ----------------------- |
| 1988          | USA           | JVM           | 7       | 0                       | 0                       | 0                       | 0                       |                         |
| 1998          | USA           | VM            | 3       | 0                       | 0                       | 0                       | 0                       |                         |
| Junior totalt | Junior totalt | Junior totalt | 7       | 0                       | 0                       | 0                       | 0                       |                         |
| Senior totalt | Senior totalt | Senior totalt | 3       | 0                       | 0                       | 0                       | 0                       |                         |